# Urto anelastico

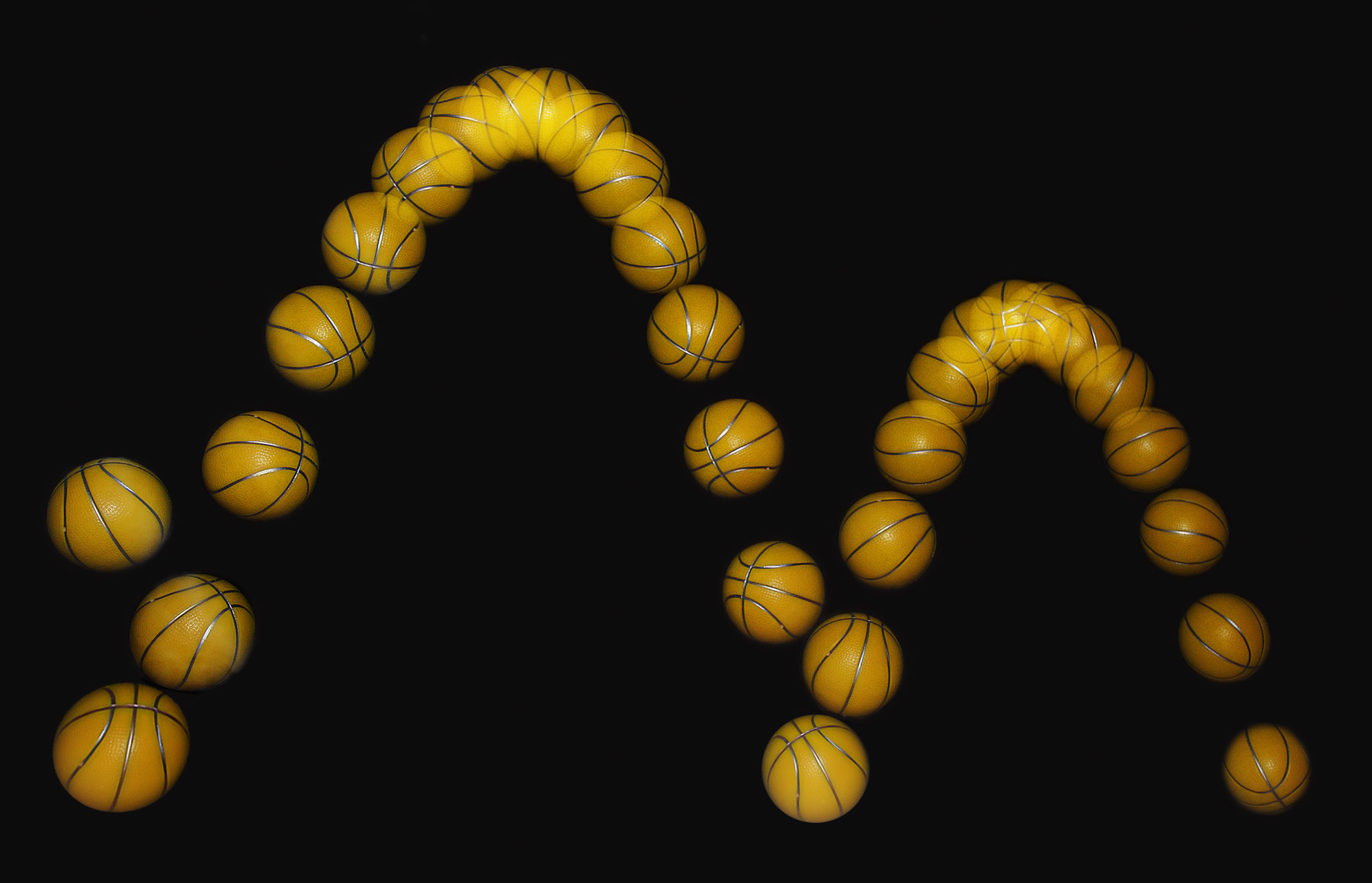
Fotografia stroboscopica del rimbalzo di una palla. Ogni urto è anelastico, cioè parte dell'energia cinetica viene dissipata in ogni urto. Se si ignora l'attrito viscoso dell'aria, la radice quadrata del rapporto tra le altezze di due rimbalzi successivi è il coefficiente di restituzione della collisione palla-superficie.

L'urto anelastico, a differenza da un urto elastico, è un urto in cui non si conserva l'energia cinetica.
Nell'urto anelastico di corpi macroscopici, parte dell'energia cinetica è trasformata ad esempio in energia vibrazionale degli atomi, che in seguito diviene calore; oppure in molti casi avviene anche una deformazione plastica.
Sebbene l'urto anelastico non conservi l'energia cinetica, si ha, come avviene in generale negli urti, la conservazione della quantità di moto totale del sistema. 
Gli urti anelastici negli acceleratori di particelle sono uno degli strumenti di indagine più importanti nella fisica nucleare e subnucleare, permettendo di studiare la struttura interna e le proprietà della materia e dei suoi costituenti elementari. In fisica nucleare si ha un urto anelastico quando una particella subatomica incidendo su nucleo o lo porta in uno stato eccitato o lo spezza in due o più componenti. Lo scattering anelastico profondo è una preziosa fonte di informazioni sulla struttura interna e sulle proprietà delle particelle subatomiche, in modo analogo all'esperimento di Rutherford utilizzato per studiare la struttura degli atomi. Ad esempio, nel 1968, esperimenti di scattering anelastici profondi presso lo Stanford Linear Accelerator Center (SLAC) hanno mostrato che il protone è composto da oggetti puntiformi, i quark, e che quindi non è una particella elementare, mentre nel 2015 le collisioni anelastiche fra protoni nel Large Hadron Collider hanno permesso di scoprire fra i prodotti degli urti nuove particelle come i pentaquark.

## Urto completamente anelastico

Animazione di un urto completamente anelastico

Nel caso che l'urto sia completamente anelastico, i corpi restano a contatto dopo la collisione, viaggiano con la stessa velocità e possono essere considerati come un unico corpo. 
Se indichiamo con {\displaystyle {\vec {v}}_{10}} e {\displaystyle {\vec {v}}_{20}} le velocità dei due corpi di massa {\displaystyle m_{1}} e {\displaystyle m_{2}} prima dell'urto, dalla legge di conservazione della quantità di moto si ha
{\displaystyle m_{1}{\vec {v}}_{10}+m_{2}{\vec {v}}_{20}=(m_{1}+m_{2}){\vec {v}}_{c}},
avendo indicato con {\displaystyle {\vec {v}}_{c}} la velocità del centro di massa, che è anche la velocità dei due corpi restati a contatto dopo l'urto.
Quindi la velocità finale dei due corpi dopo un urto completamente anelastico è:
{\displaystyle {\vec {v}}_{c}={\frac {m_{1}{\vec {v}}_{10}+m_{2}{\vec {v}}_{20}}{m_{1}+m_{2}}}}.
Un urto di questo tipo è il caso di un'automobile che urta contro un camion e rimane incastrata in esso: nel sistema, dopo l'urto, automobile e camion si fondono in un unico corpo, che continua a viaggiare con una velocità {\displaystyle {\vec {v}}_{c}\;} diversa dalla velocità iniziale dell'automobile e da quella del camion, ma pari a quella del centro di massa comune. 
Nel pendolo balistico si utilizzano le proprietà dell'urto completamente anelastico per valutare la velocità dei proiettili.

## Coefficiente di restituzione
L'urto in genere viene trattato in maniera semplice se studiato nel sistema di riferimento del centro di massa, in tale sistema di riferimento le quantità di moto dei due oggetti che si urtano appaiono eguali e contrarie sia prima che dopo l'urto. 
Il sistema di riferimento inerziale in cui si osserva l'urto da fuori è chiamato sistema di laboratorio. Indichiamo con un apice le grandezze relative al sistema di riferimento del centro di massa e senza apici quelle di laboratorio. Le forze esterne se presenti, a meno che non siano impulsive, possono trascurarsi durante l'urto e quindi il sistema di riferimento del centro di massa è un sistema di riferimento inerziale.
La quantità di moto del primo corpo prima dell'urto è {\displaystyle {\vec {p}}'_{10}} e diviene dopo l'urto {\displaystyle {\vec {p}}'_{1f}=-e{\vec {p}}'_{10}}. 
La grandezza adimensionale introdotta {\displaystyle 0\leq e\leq 1} è chiamata coefficiente di restituzione e vale zero per un urto completamente anelastico, mentre se l'urto risulta elastico, {\displaystyle e=1}. Il coefficiente di restituzione è identico anche per la seconda particella.
Dalla definizione data avremo che:
{\displaystyle {\vec {v}}'_{1f}=-e{\vec {v}}'_{10}\qquad e\qquad {\vec {v}}'_{2f}=-e{\vec {v}}'_{20}},
cioè nel sistema del centro di massa le velocità di ciascun corpo conservano la direzione, ma cambiano il verso.
L'energia cinetica dopo l'urto è uguale a
{\displaystyle E'_{kf}={\frac {1}{2}}m_{1}{v'^{2}}_{1f}+{\frac {1}{2}}m_{2}{v'^{2}}_{2f}=e^{2}\left({\frac {1}{2}}m_{1}{v'^{2}}_{10}+{\frac {1}{2}}m_{2}{v'^{2}}_{20}\right)=e^{2}E'_{k0}}
L'unica energia che viene dissipata è quella dei corpi nel sistema di riferimento del centro di massa. L'energia cinetica dovuta al moto del centro di massa stesso non viene dissipata.

## Caso unidimensionale
Nel caso che i due corpi prima dell'urto viaggino lungo la stessa direzione, nei casi più semplici l'urto può essere ridotto al caso unidimensionale e possiamo omettere il simbolo di vettore dalle velocità. La velocità del centro di massa nel sistema di laboratorio è:
{\displaystyle v_{c}={\frac {m_{1}v_{10}+m_{2}v_{20}}{m_{1}+m_{2}}}}
Ritornando dal sistema del centro di massa a quello di laboratorio:
{\displaystyle {\begin{aligned}v_{1f}&=v_{1f}^{'}+v_{c}=-ev_{10}^{'}+v_{c}=-e(v_{10}-v_{c})+v_{c}=-ev_{10}+(1+e)v_{c}=\\&=-ev_{10}+(1+e){\frac {m_{1}v_{10}+m_{2}v_{20}}{m_{1}+m_{2}}}={\frac {(m_{1}-em_{2})v_{10}+(1+e)m_{2}v_{20}}{m_{1}+m_{2}}}\end{aligned}}\ }
{\displaystyle {\begin{aligned}v_{2f}&=v_{2f}^{'}+v_{c}=-ev_{20}^{'}+v_{c}=-e(v_{20}-v_{c})+v_{c}=-ev_{20}+(1+e)v_{c}=\\&=-ev_{20}+(1+e){\frac {m_{1}v_{10}+m_{2}v_{20}}{m_{1}+m_{2}}}={\frac {(m_{2}-em_{1})v_{20}+(1+e)m_{1}v_{10}}{m_{1}+m_{2}}}\end{aligned}}}
Quindi siamo in grado nel caso unidimensionale di determinare la velocità finale dei due corpi dopo l'urto.
I due casi limite sono:
- {\displaystyle e=0} (urto completamente anelastico), dopo l'urto i due corpi procedono con la velocità del centro di massa, come già discusso:

{\displaystyle v_{1f}=v_{2f}={\frac {m_{2}v_{20}+m_{1}v_{10}}{m_{1}+m_{2}}}=v_{c}}
- {\displaystyle e=1} (urto elastico)

{\displaystyle v_{1f}={\frac {(m_{1}-m_{2})v_{10}+2m_{2}v_{20}}{m_{1}+m_{2}}}}
{\displaystyle v_{2f}={\frac {(m_{2}-m_{1})v_{20}+2m_{1}v_{10}}{m_{1}+m_{2}}}}